# Ludvig Johan Rasmus Kjergaard
Ludvig Johan Rasmus Kjergaard (1878 i Aalborg - ) var en dansk inspektør og fodboldspiller, som var medlem af Kjøbenhavns Boldklub.
Kjergaard var med på de KB hold som vandt datidens vigtigste turnering Fodboldturneringen 1896-97, 1897-98, 1902-03.